# Laemoglyptus walteri
Laemoglyptus walteri – gatunek chrząszcza z rodziny omomiłkowatych i podrodziny Silinae.
Gatunek ten został opisany w 2012 roku przez Vladimíra Švihlę i Andreasa Kopetza, a nazwany na cześć Waltera Wittmera. Należy do grupy gatunków L. ramiferus.
Omomiłkowaty o ciele długości od 4,6 do 6,5 mm. Oczy samca wyłupiaste, samicy mniejsze. Czułki z dwoma pierwszymi członami barwy sepii lub sjeny, a pozostałymi barwy głowy, u samicy piłkowane, u samca z wyrostkami na członach 4-10 znacznie dłuższymi niż dany człon. Przedtułów samca ma barwę sepii z miodowożółtymi bokami i spodem, natomiast samicy barwę terakoty z przednią i tylną krawędzią koloru sjeny. Głowa i przedplecze są bardzo drobno i rzadko punktowane oraz brązowo owłosione. Obrzeżenie boczne przedplecza znajduje się przy jego nasadzie. Powierzchnia pokryw pomarszczona, w kolorze sepii i brązowo owłosiona. Edeagus samca nieobrzeżony w części grzbietowej, a jego laterophyses nierozbieżne wierzchołkowo.
Chrząszcz endemiczny dla Bhutanu.